# Meridiano (diario)
Meridiano es un diario deportivo venezolano de circulación nacional perteneciente a la editorial Bloque Dearmas. Tiene un promedio diario de circulación de 150.000 ejemplares, elevándose los días lunes hasta los 250.000 ejemplares. También cuenta con un canal deportivo llamado Meridiano Televisión.

## Historia
Este diario sale por primera vez a los estanquillos el 3 de noviembre de 1969. Su primer director fue el fallecido periodista deportivo Carlos Rafael González (conocido como Carlitos González) y actualmente es dirigido por Víctor José López. El diario cumplió sus 40 años de trayectoria nacional, siendo el periódico deportivo más antiguo en el país.
Para 2005, cuando se efectuó la última cifra de circulación certificada por el Comité Certificador de Medios ANDA-Fevap, Meridiano era el segundo diario de mayor circulación en Venezuela con un tiraje de 144.413 ejemplares promedios diarios, siendo superado solo por el tabloide Últimas Noticias con 166.296 ejemplares.
Meridiano fue el primer diario deportivo de Venezuela, circulando de 1969 y no tuvo competencia hasta 2004 cuando la Cadena Capriles en asociación con el diario Marca de España sacaron a circulación el diario deportivo Líder. Meridiano es junto al Diario 2001, las revistas Bravísimo, Ronda, Meridiano Magazine, Too Much, Variedades y otras 11 revistas hípicas, las publicaciones del editorial Bloque Dearmas.
Con un fondo anaranjado y letras amarillas, su lema es "un diario sin paralelo". Sus titulares usan un lenguaje bastante coloquial y es leído principalmente en los estratos más bajos del país (C, D y E principalmente) por lo que se le considera un diario popular. En su última página siempre coloca fotos de mujeres en bikini. Su tema principal es el deporte, pero también publica información de la farándula, sobre números de loterías, así como un editorial que es el mismo que se publica en el Diario 2001.
Encarta diversos suplementos, entre los más conocidos están las revistas estudiantiles Síntesis y Meridianito, las cuales están dirigidas principalmente a adolescentes y niños de edad escolar, respectivamente. también el suplemento Don Balón  habla de la actualidad futbolística nacional e internacional, sale encartado los días sábados con el periódico.